# Victor Spinetti

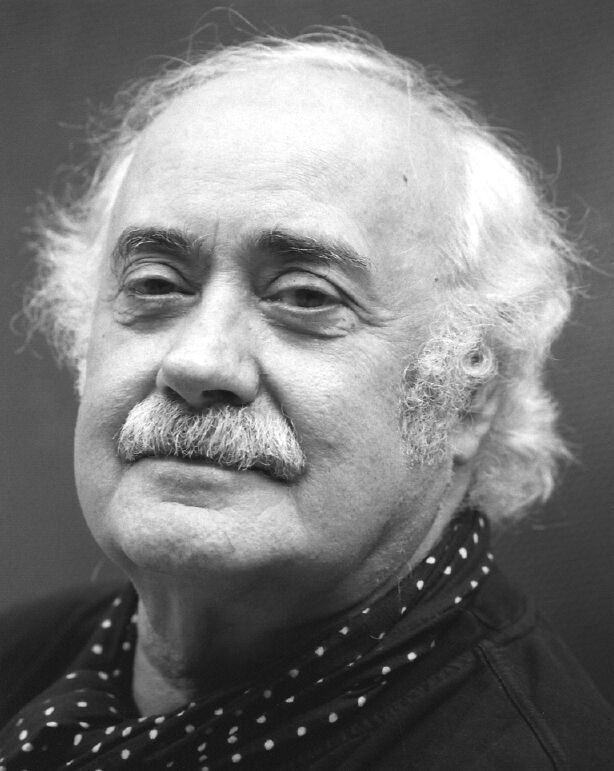
Victor Spinetti

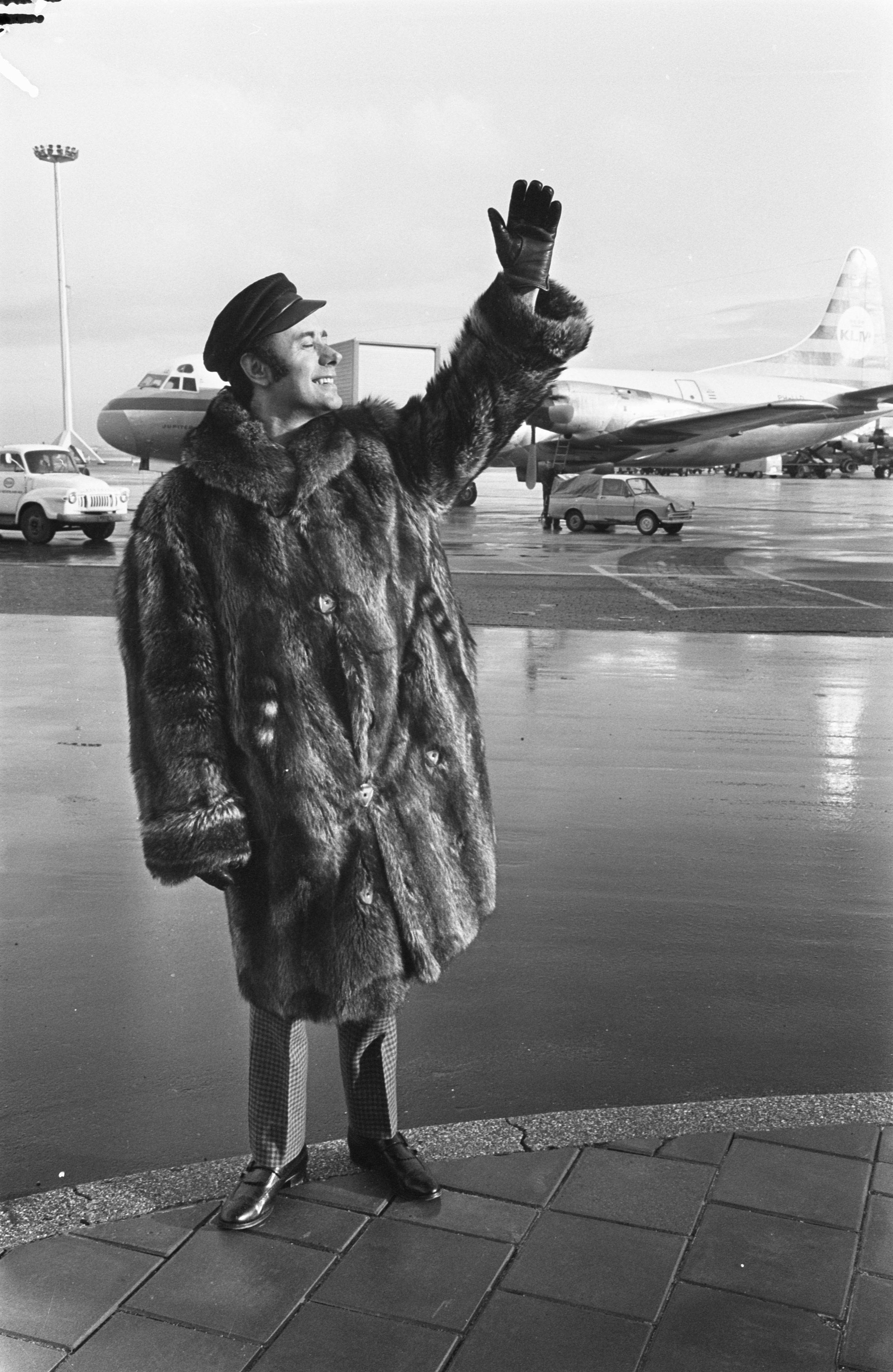
Victor Spinnetti, 1967

Vittorio Giorgio Andrea „Victor“ Spinetti (* 2. September 1929 in Cwm, Wales; † 18. Juni 2012 in Monmouth, Wales) war ein britischer Film- und Theaterschauspieler. Der Musiker Henry Spinetti war sein Bruder.

## Leben
Seine Schauspielausbildung erhielt er am Royal Welsh College of Music & Drama in Cardiff. Anschließend begann er als Theaterschauspieler zu arbeiten und arbeitete unter anderem regelmäßig mit der Theaterregisseurin Joan Littlewood zusammen. Im Jahr 1965 wurde er am Broadway für seinen Auftritt als nerviger Drill-Sergeant in dem Littlewood-Musical Oh! What a Lovely War mit dem Tony Award als Bester Nebendarsteller in einem Musical ausgezeichnet. Ab den 1970er Jahren war er neben der Schauspielarbeit auch als Musical-Regisseur aktiv. In seiner späteren Karriere trat er mehrfach in Stücken der Royal Shakespeare Company auf.
Als Filmschauspieler wurde Spinetti in den 1960er Jahren durch seine komischen Nebenrollen in den drei Beatles-Filmen Yeah! Yeah! Yeah!, Hi-Hi-Hilfe! und Magical Mystery Tour bekannt. Bis zum Jahr 2006 wirkte er an insgesamt über 80 Film- und Fernsehproduktionen mit.
2006 veröffentlichte er mit Up Front…: His Strictly Confidential Autobiography seine Autobiografie. Eines seiner letzten Projekte vor seinem Tod war das Einsingen des Beatles-Songs Obladi Oblada bei dem internationalen Musikprojekt The Beatles Complete On Ukulele. Spinetti starb im Juni 2012 im Alter von 82 Jahren an den Folgen einer Krebserkrankung.

## Filmografie (Auswahl)
- 1958: Hinter der Maske (Behind the Mask)
- 1964: Yeah! Yeah! Yeah! (A Hard Day’s Night)
- 1965: Hi-Hi-Hilfe! (Help!)
- 1967: Der Widerspenstigen Zähmung (The Taming of the Shrew)
- 1967: Magical Mystery Tour
- 1970: Schach der Mafia (Scacco alla mafia)
- 1972: Unter dem Milchwald (Under Milk Wood)
- 1974: Der kleine Prinz (The Little Prince)
- 1975: Der rosarote Panther kehrt zurück (The Return of the Pink Panther)
- 1977: Casanova & Co.
- 1979: Der König von Narnia (The Lion, the Witch and the Wardrobe)
- 1986: Under the Cherry Moon – Unter dem Kirschmond (Under the Cherry Moon)
- 1988: Mein Leben mit Anne Frank (The Attic: The Hiding of Anne Frank)
- 1991: Prinzessin Aline und die Groblins (The Princess and the Goblin)
- 2000: Am Anfang (In the Beginning)